# 获麟操
獲麟操，古琴曲，又名獲麟、獲麟解、謹微，相传为孔子所作。被收錄在多本明代琴譜中，現存最早者為《神奇秘譜》。有琴家管平湖及吳文光打譜的版本。

## 曲譜版本
收錄於《神奇秘譜》、《風宣玄品》、《西麓堂琴統》（題為謹微）、《重修真傳琴譜》、《玉梧琴譜》、《伯牙心法》、《藏春塢琴譜》、《新傳理性元雅》、《古音正宗》、《琴苑心傳全編》等明代琴譜

## 《神奇秘谱》题解
臞仙按《琴史》曰，〈獲麟〉者，魯哀公十四年，西狩大野，叔孫氏之車子鉏商獲麟焉，折前足，載以歸。叔孫以為不祥，棄之郭外，使人告孔子曰：「有麏而角，何也？」孔子往而觀之曰：「麟也，胡為乎來哉？反袂拭面，涕淚沾襟。」叔孫聞而取之。子貢問曰：「夫子何泣耶？」孔子曰：「麟之至也為明主出也。出非其時而見害，是以傷焉。」故作〈獲麟操〉。

## 《重修真传琴谱》中歌词原文
第一段 傷時麟兮
麟兮麟兮，合仁抱義，出有其時。行步而中規，折旋而中矩，其聲也音中鍾呂。所遊那而必擇詳而後處處，仁趾兮生草不踐，那生蟲也而不履。居不羣，行不侶，不陷於穽，恢恢網罟而無所罹。麟兮一角五蹄，時其希，氣鍾兩儀。今出無期，食鐵產金空其奇。
第二段 西狩大野
西狩大野，鄒魯觀風化。大婚大鱧，好生惡殺。賢君也，辨政耶，齊魯兮，裔不謀夏，夷不那亂華，君對而無暇。
第三段 獲麟折足
世事無常，子鈕商薪，於野獲麟兮以爲不祥。折其足而堪傷。夫我其將辨物而推其詳，推其詳。那齊魯而何其昌，胡爲而來遭此不良。剛其腸拭面也而汪洋，反袂沾裳。麟之至時當其當，斯出也知爲明王。
第四段 長嘆瑞麟
心戚戚，禮樂廢墜，綱常也壞極。値雍徹歌詠於三家，有君夷狄。瑞嶙兮誰期遭不測。仁而有德，不爲明王獲。麟之不榮，蒼蒼减色。那時無明王，叔孫氏心何感，爲虞人所得。空自那呈文鄒邦魯國，鄒邦魯國。四獸之靈依誰識，依誰爲識。
第五段 幽憤慨嘆
慨嘆成幽憤，成幽憤。吁嗟乎麒麟獸之尊，馬蹄牛尾那而麕身。懐治化仁，玉趾而振振。行不侶，止不羣。今遭喪於叔孫，遭喪於叔孫。木精也，依誰論，依誰論，嗟呼不仁之人。
第六段 絕筆春秋
周道不興，感嘉禎之無應。麟瑞兮郊藪而空呈，筆絕兮歸歟，雅樂將焉正。吾道天喪盛賢魯衛之聘。知我罪我，筆絕那春秋之秉。道之那將行，道之將喪從天命，道之將喪從天命。

## 演奏版本
- 管平湖依《風宣玄品》本合參《神奇秘譜》本打譜並錄音[4]
- 吳文光依《神奇秘譜》打譜[5]